# Керкхове, Норберт
Норберт Керкхове (нидерл. Norbert Kerckhove;  21 октября 1932, коммуна Мёлебек, провинция Западная Фландрия, Бельгия  — 4 июля 2006, коммуна Мёлебек, провинция Западная Фландрия, Бельгия) — бельгийский профессиональный шоссейный велогонщик в 1955-1967 годах. 

## Достижения
1954
2-й Гент — Вевельгем U23
1955
1-й Тур Бельгии (любители) — Генеральная классификация
1-й — Этапы 1 и 8
1957
1-й Омлоп Хет Ниувсблад
3-й Кюрне — Брюссель — Кюрне
3-й Тур Фландрии
6-й Гент — Вевельгем
8-й Париж — Рубе
1958
6-й Кюрне — Брюссель — Кюрне
7-й Париж — Брюссель
8-й Омлоп Хет Ниувсблад
9-й Дварс дор Фландерен
1959
1-й E3 Харелбеке
9-й Флеш Валонь
1960
1-й — Этап 2 Дварс дор Фландерен
3-й Гран-при Вилворде
5-й Париж — Тур
1961
4-й Париж — Рубе
10-й Гент — Вевельгем
1962
1-й Омлоп ван хет Хаутланд
3-й Тур Фландрии
4-й Дварс дор Фландерен
5-й Кюрне — Брюссель — Кюрне
6-й Омлоп Хет Ниувсблад
9-й Тур Германии — Генеральная классификация
10-й Льеж — Бастонь — Льеж
1963
1-й Circuit Mandel-Lys-Escaut
3-й Нокере Курсе
6-й Кюрне — Брюссель — Кюрне
7-й Париж — Тур
7-й Париж — Брюссель
1964
1-й Гран-при Ефа Схеренса
2-й E3 Харелбеке
8-й Кюрне — Брюссель — Кюрне
1965
1-й — Этап 2 Тур Нидерландов
7-й Кюрне — Брюссель — Кюрне
9-й Гент — Вевельгем
1966
3-й Кюрне — Брюссель — Кюрне
3-й Три дня Западной Фландрии

## Статистика выступлений

### Гранд-туры
| Гранд-тур                 | 1956 | 1957 | 1958 | 1959 | 1960 |
| ------------------------- | ---- | ---- | ---- | ---- | ---- |
| Джиро д’Италия            | —    | —    | —    | —    | НФ   |
| Тур де Франс              | —    | НФ   | —    | —    | —    |
| (c 2010 ) Вуэльта Испании | НФ   | —    | НФ   | —    | —    |

| —  | Не участвовал  |
| НФ | Не финишировал |